# Дембо, Лев Исаакович
Ле́в Исаа́кович Де́мбо (1887, Санкт-Петербург — 12 марта 1957, Ленинград) — советский учёный-правовед, крупнейший советский специалист в области земельного, водного и аграрного права, доктор юридических наук, профессор.

## Биография
Лев Исаакович Дембо родился в 1887 году в еврейcкой семье. Сын доктора медицины, уроженца местечка Бобты Ковенской губернии Исаака Ароновича (Александровича) Дембо (1848—1906), который занимался научной и общественной деятельностью, физиологией матки и вопросами гигиены ритуального убоя скота, и Анны Вульфовны Фейнберг. Брат — гигиенист и эпидемиолог Григорий Исаакович Дембо (1872—1939).
- 1942 год — доктор юридических наук,
  - тема докторской диссертации: «Военно-принудительное регулирование аграрных отношений в фашистской Германии и фашистской Италии».
- профессор кафедры земельного и колхозного права Ленинградского государственного университета;
  - зав. кафедры, руководил ею ~20 лет.

Занимался проблемами земельного, водного и аграрного права, колхозного (кооперативного) права.
Лев Исаакович скончался в 1957 году, похоронен на Преображенском еврейском кладбище.

## Семья
- Племянники — психолог Тамара Вульфовна Дембо; доктор медицинских наук Александр Григорьевич Дембо (1908—1995)[5]; двоюродная племянница — детская поэтесса Агния Львовна Барто (1901—1981).
- Двоюродные братья — врач-фтизиатр Григорий Ильич Блох; журналист Владимир Осипович Дембо (1887—1937, расстрелян), автор книг «Бессарабский вопрос» (1924) и «Кровавая летопись Бессарабии» (1924), ответственный секретарь редакции журнала «Красная Бессарабия».

## Научная и общественная деятельность

### Известные ученики
- Аксенёнок, Георгий Александрович
- Королёв, Алексей Иванович

### Труды
- Земельный строй Востока, 1927, Л., Издание Института живых восточных языков имени А. С. Енукидзе, тираж 1 100 экз.
- «Саксонское зерцало: Памятник, комментарии, исследования» / Отв. ред. В. М. Корецкий; авт. ст. Л. И. Дембо, Г. А. Аксененок, В. А. Кикоть; Институт государства и права АН СССР. — М.: Наука, 1985. — 272 с.
- Дембо Лев Исаакович // «Очерки современного аграрного законодательства капиталистических стран: США, Англия, Франция, Италия, ФРГ». 1962 год[6].
- Дембо Лев Исаакович // «Система и методы государственного „регулирования“ аграрных отношений в фашистской Италии» Год: 1937 Тип: Статья // Опубликовано: журнал «Советское государство», 1-2 номер, С. 118—127, 1937 год[6][7].
- Дембо Лев Исаакович // «Аграрное право фашизма» Год: 1936 Тип: Статья // Опубликовано: журнал «Советское государство», 3 номер, 1936 год[6].
- 1948 — «Основные проблемы советского водного законодательства»;
- 1954 — «Земельные правоотношения в классово-антагонистическом обществе»;
- 1954 — «Вопросы колхозного законодательства в постановлении сентябрьского Пленума ЦК КПСС 1953 года» (в соавт., Л.,1954).

## Награды
- Орден Трудового Красного Знамени